# Seved Hamberg
Seved Hamberg född 1936 i Ångermanland, död 2015 i Skoghall, var en svensk tecknare, grafiker och limerickförfattare.
Som konstnär var Hamberg autodidakt. Bland hans offentliga arbeten märks fondmålningar för scenen på Folkets hus i Skoghall 1989. För Värmlands Filmförbund skapade han förlagan till prisstatyetten Filmörnen i trä den göts senare i brons av Calevi Tenhovaara. 
Hans konst består av teckningar och grafik, i en stil som han själv kallade swedeliner. 
Hamberg var en av initiativtagarna till bildandet av Hammarö konstförening 1974.